# Nordamerika
Nordamerika er et kontinent på den nordlige halvkugle, beliggende øst for Stillehavet, vest for Atlanterhavet, syd for det Arktiske hav og nord for det sydamerikanske kontinent. Areal ca. 24.200.000 km².
På selve kontinentet findes tre store lande:
- Canada
- USA
- Mexico

Ud for Canadas østkyst findes
- Grønland, der indgår i det danske rigsfællesskab
- Saint Pierre og Miquelon, der er et fransk oversøisk territorium.

Ud for USA østkyst findes
- Bermuda (britisk)

Ud for Mexicos vestkyst findes
- Clipperton, der er et fransk oversøisk territorium.

På kontinentets sydlige del findes på et relativt lille område kaldet Mellemamerika (Centralamerika) staterne:
- Belize
- Costa Rica
- El Salvador
- Guatemala
- Honduras
- Nicaragua
- Panama

I det Caribiske Hav findes en række stater og territorier:
- Amerikanske Jomfruøer (amerikansk)
- Anguilla (britisk)
- Antigua og Barbuda
- Aruba (del af Nederlandene)
- Bahamas
- Barbados
- Britiske Jomfruøer (britisk)
- Cayman Islands (britisk)
- Cuba
- Curaçao (i rigsfællesskab med Nederlandene)
- Dominica
- Dominikanske Republik
- Grenada
- Guadeloupe (Frankrig)
- Haiti
- Jamaica
- Martinique (Frankrig)
- Montserrat (britisk)
- Puerto Rico (amerikansk fristat)
- Saba, Sint Eustatius og Bonaire  (i rigsfællesskab med Nederlandene)
- Saint-Barthélemy (Frankrig)
- Saint Kitts og Nevis
- Saint Lucia
- Saint-Martin (Frankrig)
- Sint Maarten (i rigsfællesskab med Nederlandene)
- Saint Vincent og Grenadinerne
- Trinidad og Tobago
- Turks- og Caicosøerne (britisk)